# Gamblers All
Gamblers All è un film muto del 1919 scritto e diretto da David Aylott.

## Produzione
Il film fu prodotto dalla G.B. Samuelson Productions.

## Distribuzione
Distribuito dalla Granger, il film uscì nelle sale cinematografiche britanniche nell'ottobre 1919.